# هربرت كولريدج
هربرت كولريدج (بالإنجليزية: Herbert Coleridge)‏ ـ (7 أكتوبر 1830 ـ 23 أبريل 1861) هو فقيه لغوي بريطاني، كان أول محرر فعلي لما عُرف فيما بعد بقاموس أكسفورد الإنجليزي. هو حفيد الشاعر صمويل تايلور كولريدج.
شكّل وهو في السابعة والعشرين من عمره لجنة شاركه فيها ريتشارد تشينيفيكس ترينش وفريدريك فيرنيفال لتحديد الكلمات غير المعرّفة وغير المدرجة في قواميس اللغة الإنجليزية في زمنهم، وقد أثمرت جهود هذه اللجنة عن نشأة قاموس أكسفورد الإنجليزي فيما بعد.
توفي كولريدج بداء السل قبل أن يتم العام الحادي والثلاثين من عمره، بعد أن أنجر جانبًا كبيرًا من المشروع.